# Knieperstraße 3 (Stralsund)
Das Wohnhaus Knieperstraße 3 in Stralsund ist ein denkmalgeschütztes Bauwerk in der Knieperstraße.

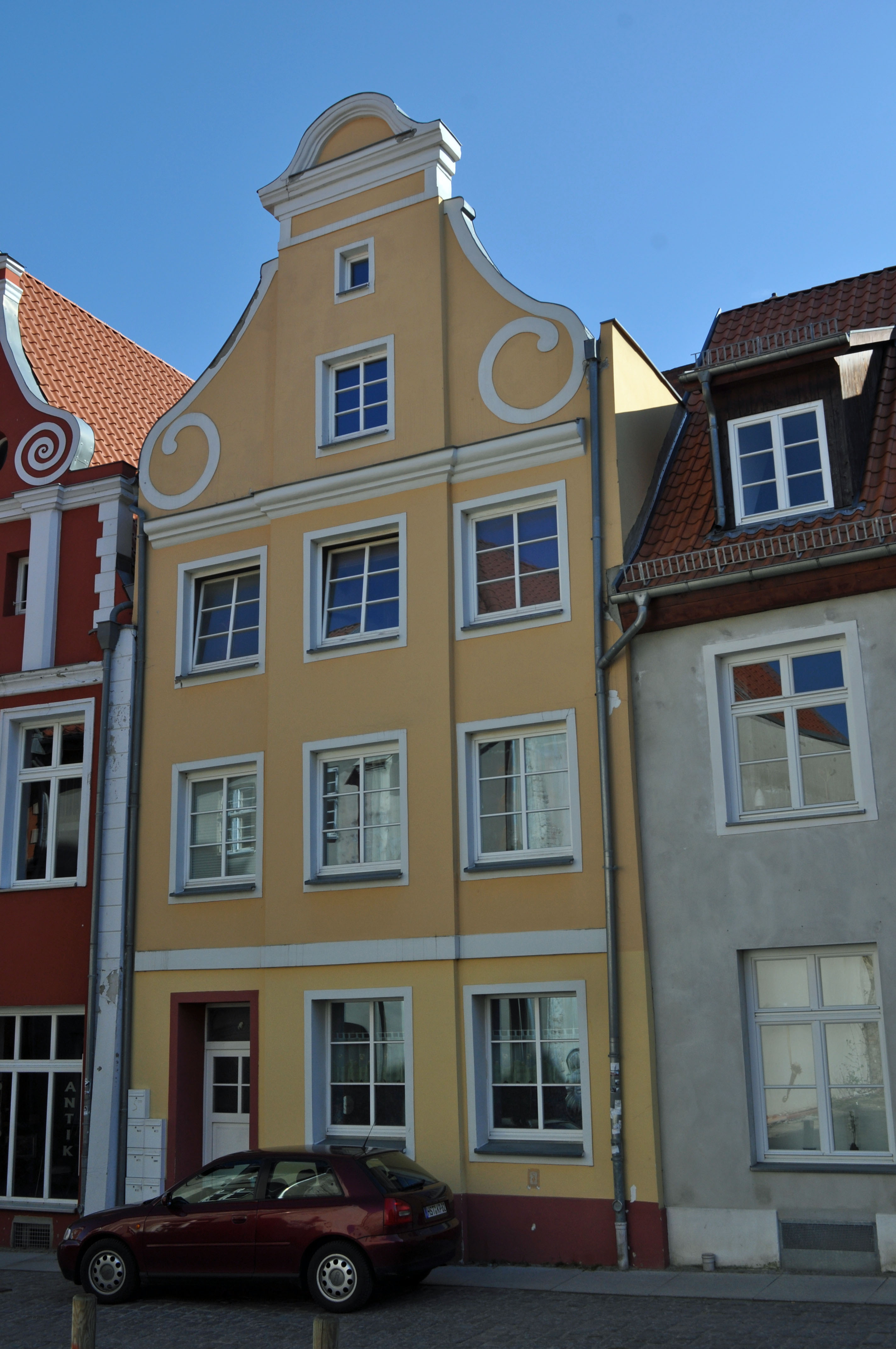
Haus Knieperstraße 3 in Stralsund (2012)

Das Giebelhaus mit seinem Volutengiebel mit Segmentbogenabschluss wurde in der Mitte des 18. Jahrhunderts errichtet. Es ist dreigeschossig und dreiachsig ausgeführt. Die Putzfassade wurde vereinfacht. Prägend sind neben dem Giebel auch der Mittelrisalit und das Hauptgesims.
Das Haus im Kerngebiet des von der UNESCO als Weltkulturerbe anerkannten Stadtgebietes des Kulturgutes „Historische Altstädte Stralsund und Wismar“ ist in die Liste der Baudenkmale in Stralsund eingetragen.